# Darevskia raddei
Darevskia raddei este o specie de șopârle din genul Darevskia, familia Lacertidae, ordinul Squamata, descrisă de Thomas Marshall Uzzell, Jr. și Darevsky 1973. A fost clasificată de IUCN ca specie cu risc scăzut.

## Subspecii
Această specie cuprinde următoarele subspecii:
- D. r. nairensis
- D. r. raddei
- D. r. vanensis